# Igors Stepanovs
Igors Stepanovs (Ogre, 21 april 1976) is een Letse voormalig profvoetballer die als verdediger speelde.  In 1995 debuteerde hij in het Lets voetbalelftal, waarvoor hij honderd interlands speelde.
Stepanovs maakte deel uit van het Lets voetbalelftal dat zich kwalificeerde voor het EK 2004. Hier kwam de EK-debutant uit in een groep met Nederland, Duitsland en Tsjechië. Stepanovs was aanvoerder van de Letten.
Ten tijde van het EK kwam hij uit voor KSK Beveren, waar hij op huurbasis speelde. Hij was officieel in dienst van Arsenal FC. Na het EK maakte hij de overstap naar Grasshoppers. Hij verruilde in 2010 JFK Olimps/RFS voor FK Jūrmala waar hij speler-coach werd. Sinds 2012 traint hij Letland onder 17.